# Сім печаток

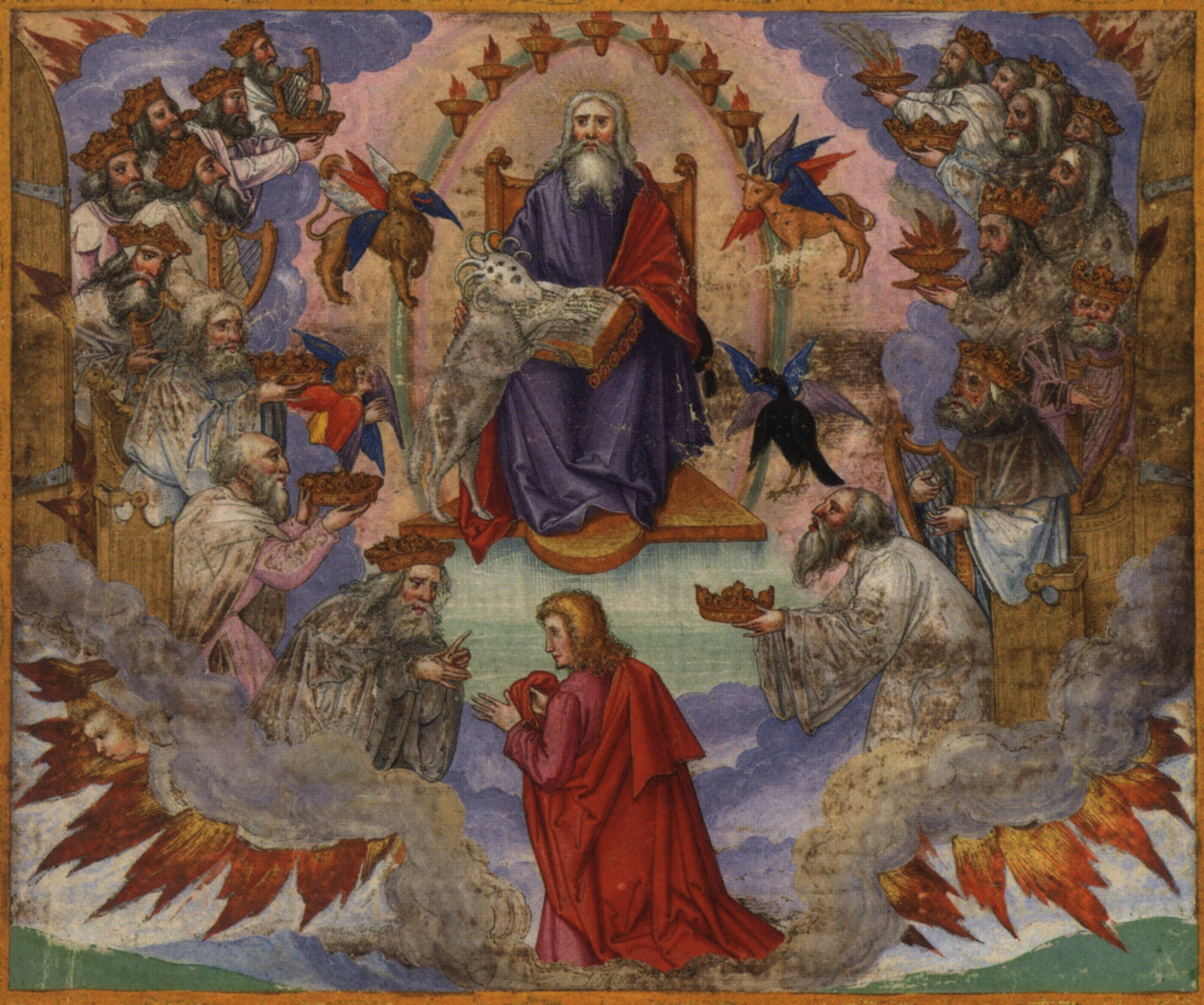
Агнець відкриває книгу/сувій із сімома печатками.

Сім печаток — передбачення для людства від Бога, під час відкривання яких, будуть відбуватися страшні події, катаклізми.
Ця фраза, взята із Книги Одкровення, і яка означає сім символічних печаток (грец. σφραγῖδα, лат. sphragida), що закріплюють книгу/сувій, який Іван Богослов побачив у своєму Одкровенні Ісуса Христа. Відкриття печаток Апокаліптичного документа відбувається у главах 5–8 Одкровення де описується Друге пришестя. У видінні Іоанна, той один, хто достойний відкрити книгу/сувій, названий і як «Лев Юди» і як «Агнець, який має сім рогів і сім очей».
Важливі сувої які скріплювалися печатками згадуються у зразках Біблії більш раннього періоду, в тому числі і в Книзі пророка Даниїла 12:4 …
«Але ти, Даниїл, сховай ці слова, і закрий замками книгу, навіть до моменту кінця: багато хто буде бігати туди і сюди, а знання повинно збільшитися.»
 Під тим, що «Агнець» зніме печатку із книги, відбувається звільнення судного часу або настає момент апокаліпсису. Відкриття перших чотирьох печаток призводить до вивільнення чотирьох вершників Апокаліпсиса, кожен з яких має свою особливу місію. Відкриття п'ятої печатки вивільняє крики мучеників через «слово/Гнів Божий». Шоста печатка спричиняє землетруси та інші катаклізми. Сьома печатка символізує сім ангельських труб, які своєю чергою символізують сім чаш гніву Божого і ще більші катаклізми.